# Simon Gedik

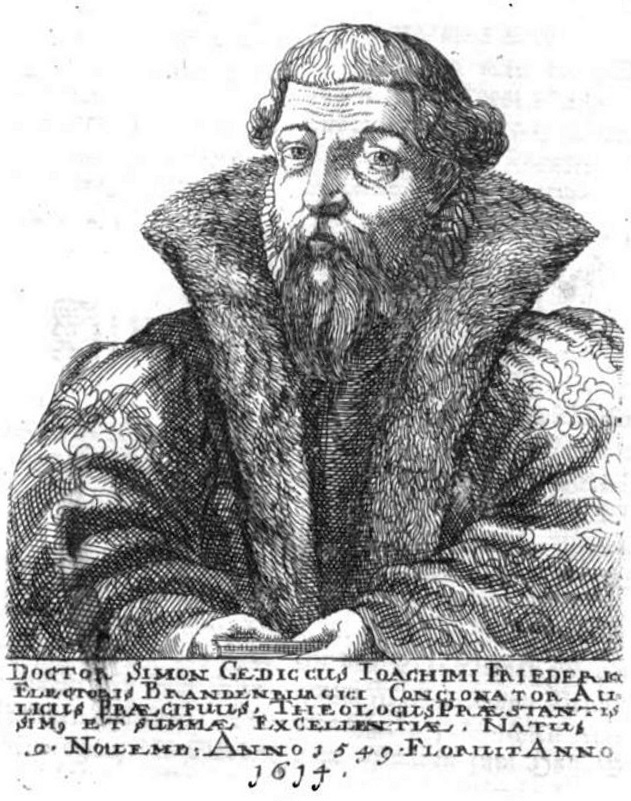
Porträt Simon Gediks von 1614 nach Martin Friedrich Seidels Bilder-Sammlung

Simon Gedik (auch Gedicke, * 31. Oktober 1551 in Wurzen; † 5. Oktober 1631 in Merseburg) war ein deutscher lutherischer Theologe.

## Leben
Simon war ein Sohn des Wurzener Bürgers Tiburtius Gedicke und dessen Ehefrau Walpurgis, Tochter des dortigen Stadtrichters Johann Kreiß. Im Alter von 16 Jahren ging er an die Thomasschule zu Leipzig und ein Jahr später an die dortige Universität. Am 18. Februar 1573 berief ihn der Leipziger Magistrat zum Pastor an der Johannis-Kirche. 1574 wurde er Magister und ein Jahr später Diaconus an der Thomaskirche. 1581 wurde Gedicke zum Professor für Hebräische Sprache ernannt.
1586 machte der damalige Administrator des Erzstiftes Magdeburg, Joachim Friedrich von Brandenburg Gedik zum Hof- und Domprediger in Halle (Saale). Er wurde 1592 auf Kosten des Kurfürsten in Wittenberg zum Doktor der Theologie promoviert. 1598 folgte er Joachim Friedrich als Dom- und Hofprediger nach Berlin-Cölln, wo er auch Konsistorialassessor und Kirchenrat sowie 1600 Dompropst wurde.
Nach dem Übertritt von Kurfürst Johann Sigismund zur reformierten Konfession wurde die Berliner Domkirche an reformierte Geistliche übergeben. Simon Gedik, der diese Umwandlung des lutherischen Domstifts in eine reformierte Kirche mit derben Worten kritisierte, erhielt 1614 vom Kurfürsten den Abschied und begab sich wieder nach Sachsen. Er wurde Superintendent zuerst in Meißen und 1616/17 in Merseburg. Im Merseburger Dom wurde hinter der Kanzel ein Epitaph für Gedik angebracht.